# Jonas Frisén
Jonas Kristoffer Frisén, född 4 oktober 1966 i Högsbo församling i Göteborg, är en svensk läkare och professor i molekylärbiologi, specifikt stamcellsforskning vid Karolinska Institutet.

## Biografi
Frisén avlade läkarexamen 1991 och disputerade sedan 1993 vid Karolinska Institutet inom ämnet neurovetenskap på en avhandling om skador i kroppens nervsystem. Han blev legitimerad läkare 1995 och fortsatte därefter ett par år som postdoktorand vid Mariano Barbacids lab på Princetonuniversitetet. Efter hemkomsten till Sverige arbetade han som forskarassistent på Karolinska och var även med och grundade Neuronova AB 1998. Sedan 2001 innehar han Tobiasstiftelsens professur i stamcellsforskning vid Karolinska Institutet..
Hans forskargrupp har fokuserat på stamceller i vuxna organ, särskilt hjärnan. De har utvecklat en metod för att uppskatta omsättningen av celler i ett visst organ genom att mäta cellers ålder med hjälp av bland annat kol-14-metoden.
Han är medförfattare till över 140 vetenskapliga publikationer som har citerats totalt över 25 000 gånger med ett h-index (2021) på 72.
Tillsammans med makan Louise Frisén har han 3 barn.

## Utmärkelser
- 2002 - Göran Gustafssonpriset i molekylär biologi.[6]
- 2005 - Invald i Kungl. Ingenjörsvetenskapsakademien.
- 2010 - Hilda och Alfred Erikssons pris i medicin med motiveringen ”Jonas Friséns forskargärning kännetecknas av stor kreativitet och nydanande metodutveckling som kan få stor betydelse för förståelse av nervsystemets sjukdomar.”[7]
- 2011 - AkzoNobel Science Award Sweden.
- 2011 - Invald i Kungliga Vetenskapsakademien med nummer 1622, i klassen för medicinska vetenskaper.[6]
- 2017 - Fernströmpriset (Nordiska priset).[8]